# Поуп (Мисисипи)
Поуп (енгл. Pope) град је у америчкој савезној држави Мисисипи.

## Демографија
По попису из 2010. године број становника је 215, што је 26 (-10,8%) становника мање него 2000. године.
| Група             | 2000.       | 2010.       |
| Белци             | 202 (83,8%) | 186 (86,5%) |
| Афроамериканци    | 35 (14,5%)  | 25 (11,6%)  |
| Азијати           | 0 (0,0%)    | 1 (0,5%)    |
| Хиспаноамериканци | 0 (0,0%)    | 2 (0,9%)    |
| Укупно            | 241         | 215         |